# Juèsa
Juèsa (en francès i oficial Joyeuse) és un municipi francès situat al departament de l'Ardecha i a la regió d'Alvèrnia-Roine-Alps. Rep aquest nom de l'espasa de Carlemany, el qui la va perdre en una partida de cacera i agraït al retrobar-la li va posar el nom de l'espasa al lloc, en francés ''Joyeuse''. Està agermanat amb el municipi català de Vilassar de Dalt.
""Selon la légende, sa fondation remonterait à l'an 802. L'empereur Charlemagne, revenant d'Espagne, aurait établi son campement tout près de la Beaume. Au cours d'une partie de chasse, il aurait perdu son épée, la Joyeuse. Il promit alors une forte récompense à qui la retrouverait. Après maintes recherches, un de ses soldats la lui rapporta et Charlemagne tint sa promesse en lui déclarant : « Ici sera bâti un domaine, dont tu seras le seigneur et maître, et ta descendance portera le nom de ma glorieuse épée Joyeuse.""